# Cuxhavener Küstenheiden

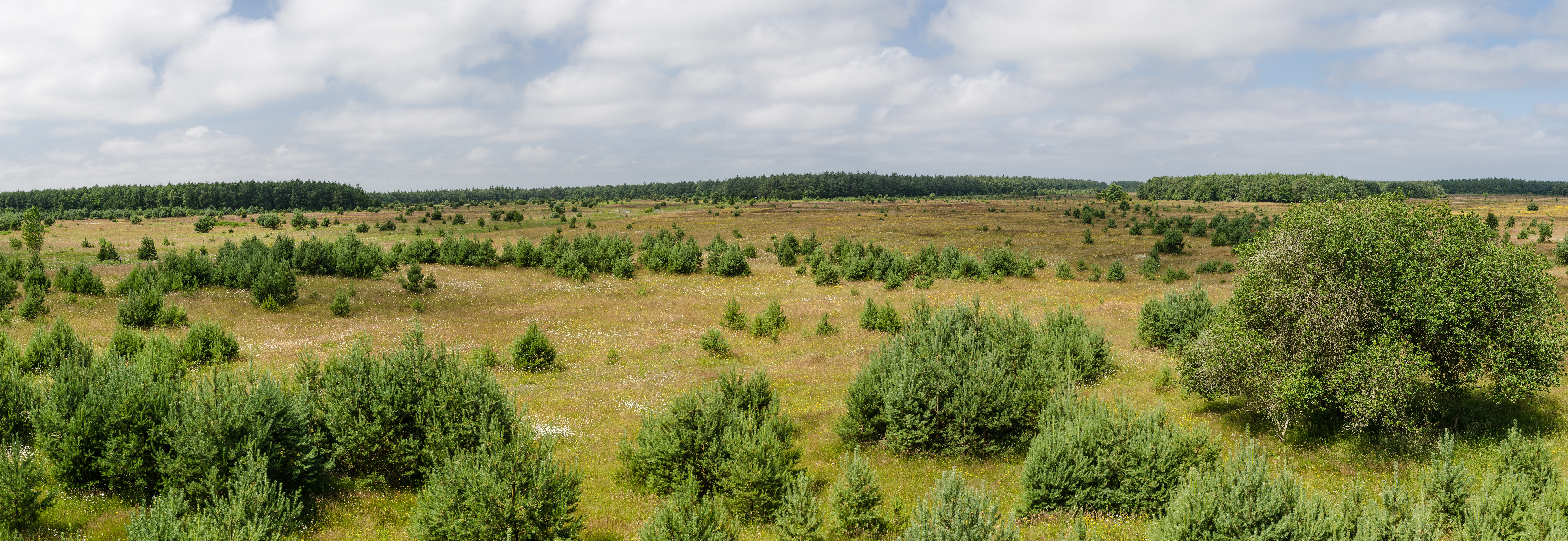
Naturschutzgebiet Küstenheide bei Altenwalde

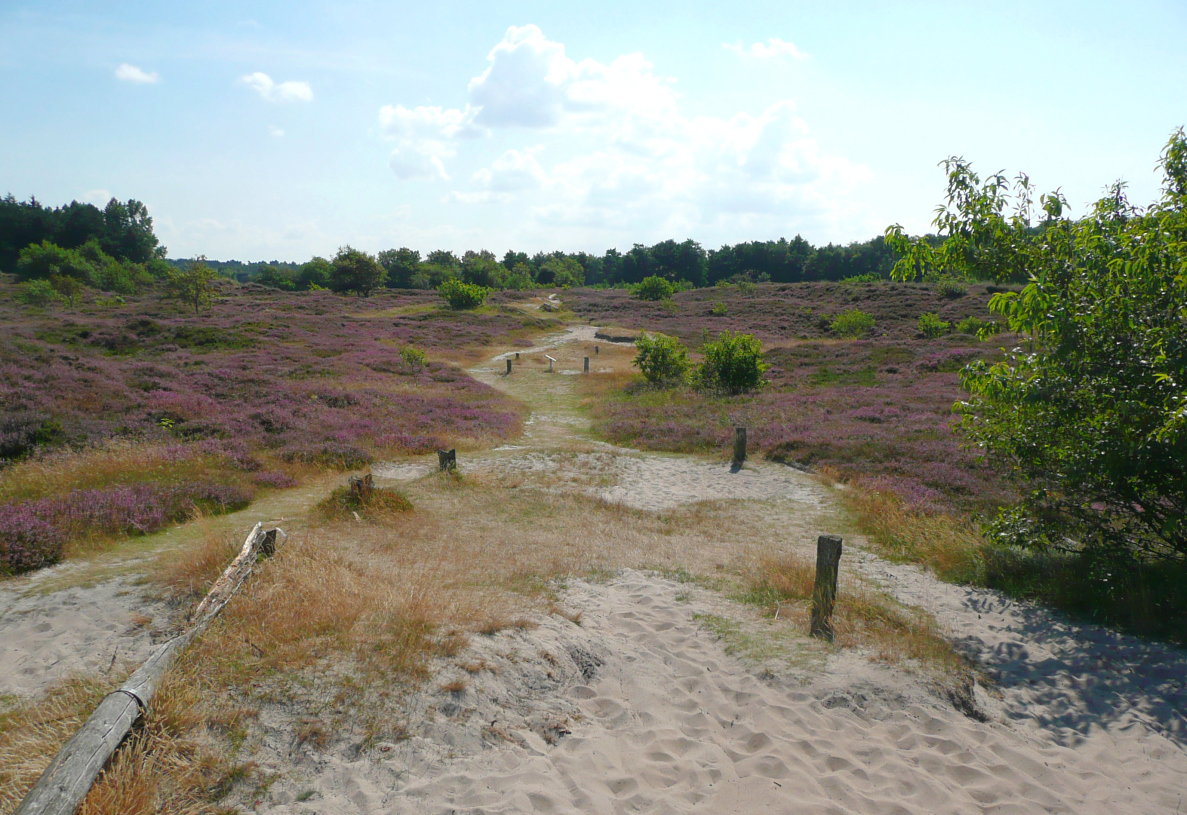
Küstenheide zwischen Duhnen und Sahlenburg

Die Cuxhavener Küstenheiden liegen in den Gemarkungen Altenwalde, Berensch-Arensch, Duhnen, Holte-Spangen, Oxstedt und Sahlenburg der Stadt Cuxhaven im Landkreis Cuxhaven. Sie gehören zur Naturräumlichen Region Stader Geest und bilden den Übergangsbereich von der Geest zum Wattenmeer.

## Naturschutzgebiet
Die Küstenheiden, bestehend aus einer größeren und drei kleineren Teilflächen, wurden am 31. Mai 1983 durch die ehemalige Bezirksregierung Lüneburg zum Naturschutzgebiet erklärt. Die aktuelle Schutzgebietsverordnung datiert vom 6. Dezember 2004. Das Schutzgebiet hat eine Größe von ca. 892 Hektar und trägt das statistische Kennzeichen „NSG LÜ 267“. Mit Inkrafttreten dieser Verordnung wurden ältere Naturschutzgebietsverordnungen aus den Jahren 1983 und 1984 (Sahlenburger Steertmoor, Spangener Heide) aufgehoben. Das Schutzgebiet wird von der DBU Naturerbe verwaltet.

## Landschaftsbild
Im Schutzgebiet ist eine komplexe Schutzgebietsstruktur anzutreffen, die sich aus einem Mosaik unterschiedlicher Lebensraumtypen wie Krähenbeerheide, trockenen Sandheiden, Feuchtheiden, offene Sandflächen und Dünen aber auch Gehölz- und Waldflächen zusammensetzen. Große Teile der Heide sind von einer beschleunigten Verbuschung durch die schnellwachsende, sich rapide ausbreitende Spätblühende Traubenkirsche betroffen, einer neophytischen Baumart aus Nordamerika.
In Teilräumen sind Kleingewässer, extensiv genutztes Feuchtgrünland, Wiesen und Weiden vorhanden.
In dieser Ausdehnung und Ausprägung ist das Vorkommen von Küstenheiden einmalig für Deutschland. Um das Landschaftsbild zu erhalten, erfolgt eine Beweidung durch Wisente, Koniks und Heckrinder.

## Pflanzen- und Tierwelt
Im Naturschutzgebiet finden über 200 gefährdete Tier- und Pflanzenarten eine Lebensgrundlage. U. a. sind Lungenenzian, Mittlerer Sonnentau und Faden-Segge sowie die Vogelarten Steinschmätzer, Rebhuhn, Braunkehlchen, Schwarzkehlchen, die Zauneidechse als seltene Reptilienart, der Moorfrosch als bedrohte Amphibienart und die seltene Libellenart Große Moosjungfer anzutreffen.

## Andere Schutzkategorien
781 Hektar des Schutzgebietes bilden das FFH-Gebiet Nr. 15 „Küstenheide und Krattwälder bei Cuxhaven“.